# 神は妄想である

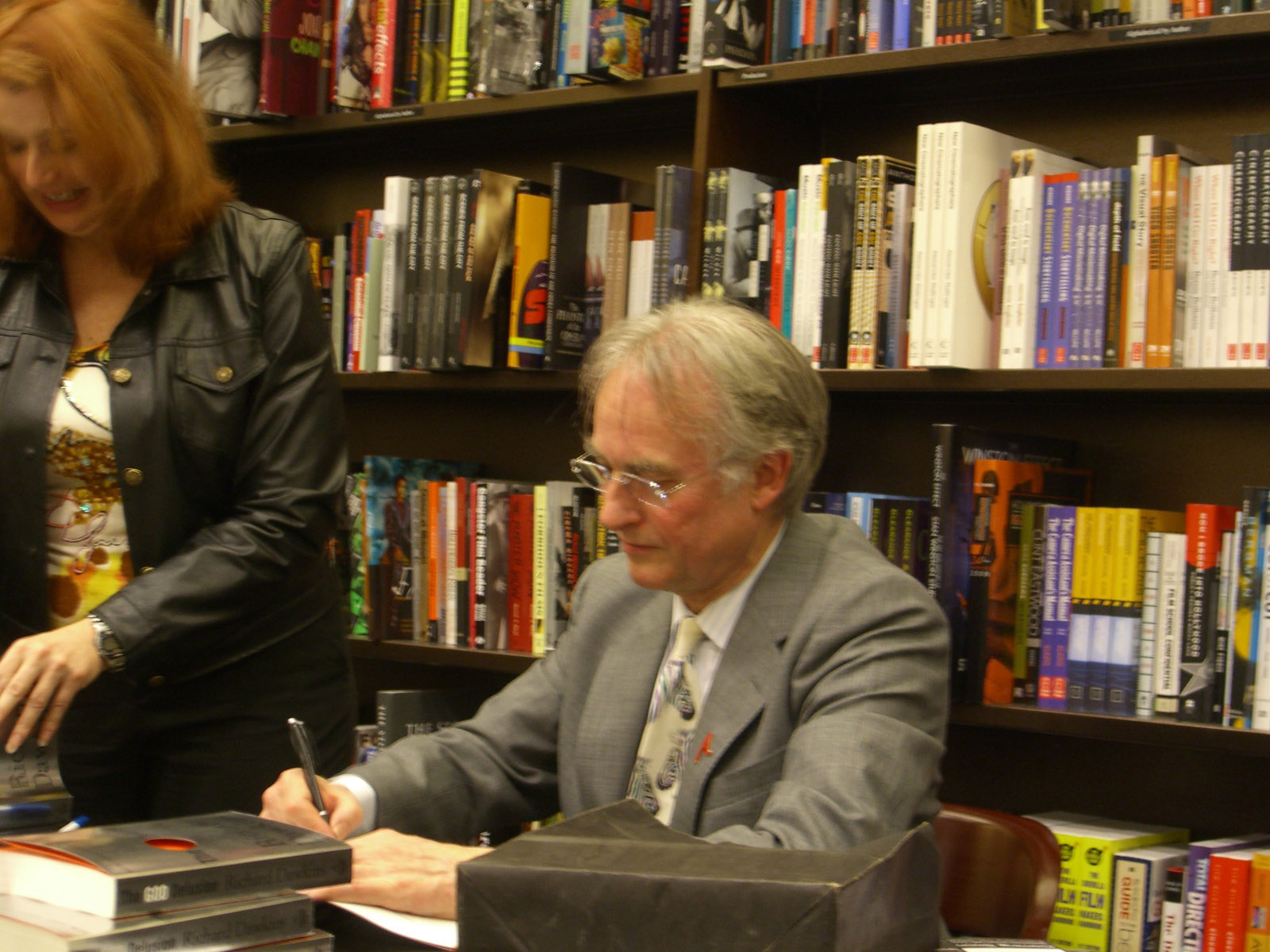
リチャード・ドーキンス

『神は妄想である』（かみはもうそうである、原題: The God Delusion）は、2006年に出版された、生物学者のリチャード・ドーキンスによる、科学的精神の普遍性と反宗教を説く啓蒙書である。一部の国ではベストセラー化し、2007年に売り上げは100万冊を越えた。
ドーキンスの友人で、2001年に亡くなったSF作家ダグラス・アダムズに献呈された。
本書にも引用されているキリスト教神学者のアリスター・マクグラスが後に、自著『神は妄想か? 無神論原理主義とドーキンスによる神の否定』（教文館、原題: The Dawkins Delusion?）の中で、本書の妥当性について検証している。

## 内容
ドーキンスはこの本の中で、科学的精神こそが最大限に普遍的且つ合理的なものだとする見解を開陳し、キリスト教を筆頭にあらゆる宗教はそれに反する邪悪且つ人類の進歩にとって有害なものであるとして、全ての宗教と神秘主義に批判的になることそして科学的に考えることが重要なのだ、と訴えている。この点において、スティーヴン・ジェイ・グールドの唱える「科学と宗教との相互不可侵」（NOMA。Non-overlapping magisteria。非重複教導権の原理）の考え方とは一線を画している。
ドーキンスは、同時多発テロに衝撃を受け、宗教上の信念というだけで尊重するならば、ウサマ・ビン・ラディンらの原理主義テロリストの信念を批判できなくなると指摘している。また、この本はアメリカ合衆国におけるキリスト教原理主義を意識したものとなっており、反進化論や中絶反対派による産婦人科医の殺害などを例に挙げて批判している。
批判の俎上に挙げられているのは、あくまで一神教、多神教を問わず超自然的な人格神および原理主義、宗教教育であり、宗教観に基づく芸術文化や民話などを批判しているわけではない。

## 原書
- Richard Dawkins『The God Delusion』（ Mariner Books; Reprint版、2008年　ISBN 978-0618918249）※ペーパーバックの最新版

## 日本語版
- 垂水雄二訳『神は妄想である-宗教との決別』（早川書房、2007年　ISBN 4152088265）